# Аш-Шейх-Бадр-Центр
Аш-Шейх-Бадр (араб. ناحية مركز الشيخ بدر) — нохія у Сирії, що входить до складу району Аш-Шейх-Бадр провінції Тартус. Адміністративний центр — м. Аш-Шейх-Бадр.
| Сирія | Це незавершена стаття з географії Сирії. Ви можете допомогти проєкту, виправивши або дописавши її. |